# Nokia 3120 classic
Nokia 3120 classic (также обозначается 3120-1c) — модель сотового телефона Nokia, выпущенная во втором квартале 2008 года, поддерживает стандарты 2G (GSM) и 3G (4 диапазона).
На момент выпуска цена аппарата составляла около 150 евро.
На 2010 год аппарат входил в десятку наиболее используемых мобильных телефонов в Финляндии с уровнем проникновения 2,4 %.
Телефон компактный и лёгкий: вес устройства — 85 грамм. Габариты: 111,3 мм на 45,4 мм на 13,4 мм. Оснащён камерой с разрешением 2 мегапикселя. Имеет 17 кнопок: кнопки вызова и сброса, «главная» большая кнопка, дополнительные кнопки выбора, цифры 0—9, а также кнопки с дополнительными значками. Ёмкость батареи — 1000 мАч. Дисплей — с поддержкой 16 миллионов цветов. Также аппарат оснащён встроенным диктофоном, слотом для карт micro-SD (справа), гнездом для подключения гарнитуры (в верхней части). Операционная система — Series 40.